# Lijst van voetbalinterlands Frankrijk - Polen
Deze lijst van voetbalinterlands is een overzicht van alle officiële voetbalwedstrijden tussen de nationale teams van Frankrijk en Polen. De landen speelden tot op heden negentien keer tegen elkaar. De eerste ontmoeting, een vriendschappelijke wedstrijd, werd gespeeld in Parijs op 22 januari 1939. Het laatste duel, een groepswedstrijd tijdens het Europees kampioenschap voetbal 2024, vond plaats op 25 juni 2024 in Dortmund (Duitsland).

## Wedstrijden
| №  | Plaats      | Datum             | Competitie           | Wedstrijd         | Uitslag |
| -- | ----------- | ----------------- | -------------------- | ----------------- | ------- |
| 1  | Parijs      | 22 januari 1939   | Vriendschappelijk    | Frankrijk – Polen | 4 – 0   |
| 2  | Helsinki    | 15 juli 1952      | OS 1952              | Polen – Frankrijk | 2 – 1   |
| 3  | Warschau    | 28 september 1960 | Vriendschappelijk    | Polen – Frankrijk | 2 – 2   |
| 4  | Parijs      | 11 april 1962     | Vriendschappelijk    | Frankrijk – Polen | 1 – 3   |
| 5  | Parijs      | 22 oktober 1966   | EK 1968 kwalificatie | Frankrijk – Polen | 2 – 1   |
| 6  | Warschau    | 17 september 1967 | EK 1968 kwalificatie | Polen – Frankrijk | 1 – 4   |
| 7  | Wrocław     | 7 september 1974  | Vriendschappelijk    | Polen – Frankrijk | 0 – 2   |
| 8  | Lens        | 24 april 1976     | Vriendschappelijk    | Frankrijk – Polen | 2 – 0   |
| 9  | Alicante    | 10 juli 1982      | WK 1982              | Polen – Frankrijk | 3 – 2   |
| 10 | Parijs      | 31 augustus 1982  | Vriendschappelijk    | Frankrijk – Polen | 0 – 4   |
| 11 | Parijs      | 15 augustus 1990  | Vriendschappelijk    | Frankrijk – Polen | 0 – 0   |
| 12 | Poznań      | 14 augustus 1991  | Vriendschappelijk    | Polen – Frankrijk | 1 – 5   |
| 13 | Zabrze      | 16 november 1994  | EK 1996 kwalificatie | Polen – Frankrijk | 0 – 0   |
| 14 | Parijs      | 16 augustus 1995  | EK 1996 kwalificatie | Frankrijk – Polen | 1 – 1   |
| 15 | Saint-Denis | 23 februari 2000  | Vriendschappelijk    | Frankrijk – Polen | 1 – 0   |
| 16 | Saint-Denis | 17 november 2004  | Vriendschappelijk    | Frankrijk – Polen | 0 – 0   |
| 17 | Warschau    | 9 juni 2011       | Vriendschappelijk    | Polen – Frankrijk | 0 – 1   |
| 18 | Doha        | 4 december 2022   | WK 2022              | Frankrijk – Polen | 3 − 1   |
| 19 | Dortmund    | 25 juni 2024      | EK 2024              | Frankrijk − Polen | 1 − 1   |

## Samenvatting
| Competitie        | Totaal gespeeld | Winst Frankrijk | Gelijk | Winst Polen | Doelsaldo Frankrijk – Polen |
| ----------------- | --------------- | --------------- | ------ | ----------- | --------------------------- |
| WK-eindronde      | 2               | 1               | 0      | 1           | 5 − 4                       |
| EK-eindronde      | 1               | 0               | 1      | 0           | 1 − 1                       |
| EK-kwalificatie   | 4               | 2               | 2      | 0           | 7 − 3                       |
| Olympische Spelen | 1               | 1               | 0      | 0           | 1 − 2                       |
| Vriendschappelijk | 11              | 6               | 3      | 2           | 18 − 10                     |
| Totaal            | 19              | 10              | 6      | 3           | 32 − 20                     |

## Details

### Negende ontmoeting
| WK 1982 (Alicante, Spanje, 10 juli 1982): |              | |
| Frankrijk | 2 – 3        | Polen |
| René Girard 13' Alain Couriol 73' | goals        | 41' Andrzej Szarmach 44' Stefan Majewski 46' Janusz Kupcewicz |
| Michel Hidalgo | bondscoach   | Antoni Piechniczek |
| Jean Castaneda Manuel Amoros Philippe Mahut Marius Trésor Gérard Janvion 64' René Girard Jean-François Larios Jean Tigana 82' Gérard Soler Alain Couriol Bruno Bellone | opstellingen | Józef Młynarczyk Marek Dziuba Władysław Żmuda Paweł Janas Stefan Majewski 46' Waldemar Matysik Janusz Kupcewicz Andrzej Buncol Grzegorz Lato Zbigniew Boniek Andrzej Szarmach |
| Christian Lopez 64' Didier Six 82' | wissels      | 46' Roman Wójcicki |
| Gérard Soler 79' | gele kaarten | 62' Andrzej Buncol 71' Roman Wójcicki |

### Tiende ontmoeting
| Vriendschappelijk (Parijs, Frankrijk, 31 augustus 1982): |       |                                                                                     |
| Frankrijk                                                | 0 – 4 | Polen                                                                               |
|                                                          | goals | 28' Jan Jałocha 55' Janusz Kupcewicz 58' Janusz Kupcewicz 63' (pen.) Andrzej Buncol |
| - Debuut van Jean-Marc Ferreri voor Frankrijk.           |       |                                                                                     |

### Elfde ontmoeting
| Vriendschappelijk (Parijs, Frankrijk, 15 augustus 1990): |       |       |
| Frankrijk                                                | 0 – 0 | Polen |
|                                                          | goals |       |

### Twaalfde ontmoeting
| Vriendschappelijk (Poznań, Polen, 14 augustus 1991): |       |                                                                                               |
| Polen                                                | 1 – 5 | Frankrijk                                                                                     |
| Jan Urban 6'                                         | goals | 41' Franck Sauzée 45' Jean-Pierre Papin 68' Amara Simba 69' Laurent Blanc 78' Christian Perez |
| - Debuut van Amara Simba voor Frankrijk.             |       |                                                                                               |

### Dertiende ontmoeting
| EK 1996 kwalificatie (Zabrze, Polen, 16 november 1994): |       |           |
| Polen                                                   | 0 – 0 | Frankrijk |
|                                                         | goals |           |

### Zestiende ontmoeting
| Vriendschappelijk (Saint-Denis, Frankrijk, 17 november 2004): |       |       |
| Frankrijk                                                     | 0 – 0 | Polen |
|                                                               | goals |       |

### Zeventiende ontmoeting
| Vriendschappelijk (Warschau, Polen, 9 juni 2011): |       |                             |
| Polen                                             | 0 – 1 | Frankrijk                   |
|                                                   | goals | 12' (e.d.) Tomasz Jodłowiec |

FFF · A-internationals · Selecties · Bondscoaches · Frans vrouwenelftal · Olympisch elftal · Frankrijk U21 · Frankrijk U20 · Frankrijk U19 · Frankrijk U18 · Frankrijk U17 · Frankrijk U16 · Vrouwen U17
1904 – 1919 ·
1920 – 1929 ·
1930 – 1939 ·
1940 – 1949 ·
1950 – 1959 ·
1960 – 1969 ·
1970 – 1979 ·
1980 – 1989 ·
1990 – 1999 ·
2000 – 2009 ·
2010 – 2019 ·
2020 – 2029
EK's: 1984 · 
1992 · 
1996 · 
2000 · 
2004 · 
2008 · 
2012 · 
2016 · 
2020 · 
2024
WK's: 1930 · 
1934 · 
1938 · 
1954 · 
1958 · 
1966 · 
1978 · 
1982 · 
1986 · 
1998 · 
2002 · 
2006 · 
2010 · 
2014 · 
2018 · 
2022
OS: 1900 · 
1908 · 
1920 · 
1924 · 
1948 · 
1952 · 
1960 · 
1968 · 
1976 · 
1984 · 
1996 · 
2020
1904 · 
1905 · 
1906 · 
1907 · 
1908 · 
1909 · 
1910 · 
1911 · 
1912 · 
1913 · 
1914 · 
1915 · 1916 · 1917 · 1918 · 
1919 · 
1920 · 
1921 · 
1922 · 
1923 · 
1924 · 
1925 · 
1926 · 
1927 · 
1928 · 
1929 · 
1930 · 
1931 · 
1932 · 
1933 · 
1934 · 
1935 · 
1936 · 
1937 · 
1938 · 
1939 · 
1940 · 1941  · 
1942 · 
1943 · 1944  · 
1945 · 
1946 · 
1947 · 
1948 · 
1949 · 
1950 · 
1951 · 
1952 · 
1953 · 
1954 · 
1955 · 
1956 · 
1957 · 
1958 · 
1959 ·
1960 · 
1961 · 
1962 · 
1963 · 
1964 · 
1965 · 
1966 · 
1967 · 
1968 · 
1969 ·
1970 · 
1971 · 
1972 · 
1973 · 
1974 · 
1975 · 
1976 · 
1977 · 
1978 · 
1979 ·
1980 · 
1981 · 
1982 · 
1983 · 
1984 · 
1985 · 
1986 · 
1987 · 
1988 · 
1989 · 
1990 · 
1991 · 
1992 · 
1993 · 
1994 · 
1995 · 
1996 · 
1997 · 
1998 · 
1999 · 
2000 · 
2001 · 
2002 · 
2003 · 
2004 · 
2005 · 
2006 · 
2007 · 
2008 · 
2009 · 
2010 · 
2011 · 
2012 · 
2013 · 
2014 · 
2015 · 
2016 · 
2017 · 
2018 ·
2019 ·
2020 ·
2021 ·
2022 ·
2023
Albanië ·
Algerije ·
Andorra ·
Argentinië ·
Armenië ·
Australië ·
Azerbeidzjan ·
België ·
Bolivia ·
Bosnië en Herzegovina ·
Brazilië ·
Bulgarije ·
Canada ·
Chili ·
China ·
Colombia ·
Costa Rica ·
Cyprus ·
Denemarken ·
Duitse Democratische Republiek ·
Duitsland ·
Ecuador ·
Egypte ·
Engeland ·
Estland ·
Faeröer ·
Finland ·
Georgië ·
Gibraltar ·
Griekenland ·
Honduras ·
Hongarije ·
Ierland ·
IJsland ·
Iran ·
Israël ·
Italië ·
Ivoorkust ·
Jamaica ·
Japan ·
Joegoslavië ·
Kameroen ·
Kazachstan ·
Koeweit ·
Kroatië ·
Letland ·
Litouwen ·
Luxemburg ·
Malta ·
Marokko ·
Mexico ·
Moldavië ·
Nederland ·
Nieuw-Zeeland ·
Nigeria ·
Noord-Ierland ·
Noorwegen ·
Oekraïne ·
Oostenrijk ·
Paraguay ·
Peru · 
Polen ·
Portugal ·
Roemenië ·
Rusland ·
Saoedi-Arabië ·
Schotland ·
Senegal ·
Servië ·
Slovenië ·
Slowakije ·
Sovjet-Unie ·
Spanje ·
Togo ·
Tsjechië ·
Tsjecho-Slowakije ·
Tunesië ·
Turkije ·
Uruguay ·
Verenigde Staten ·
Wales ·
Wit-Rusland ·
Zuid-Afrika ·
Zuid-Korea ·
Zweden ·
Zwitserland
Albanië (2016) ·
Argentinië (2018) ·
Argentinië (2022) ·
Australië (2018) · 
België (1904) · 
België (2018) · 
Brazilië (1998) · 
Brazilië (2006) · 
Denemarken (2002) · 
Denemarken (2018) ·
Duitsland (2014) · 
Duitsland (2021) · 
Ecuador (2014) · 
Engeland (1982) · 
Engeland (2012) · 
Engeland (2022) ·
Honduras (2014) · 
Hongarije (2021) · 
Italië (2000) · 
Italië (2006) · 
Italië (2008) · 
Japan (2001) · 
Kameroen (2003) · 
Koeweit (1982) · 
Kroatië (2018) · 
Marokko (2022) ·
Mexico (2010) · 
Nederland (2008) · 
Nigeria (2014) ·
Noord-Ierland (1982) · 
Oekraïne (2012) · 
Oostenrijk (1982) · 
Peru (2018) · 
Polen (1982) · 
Polen (2022) ·
Portugal (2006) · 
Portugal (2016) ·
Portugal (2021) ·
Roemenië (2008) ·
Roemenië (2016) ·
Senegal (2002) · 
Spanje (1984) ·
Spanje (2006) ·
Spanje (2012) ·
Spanje (2021) ·
Togo (2006) ·
Tsjecho-Slowakije (1982) ·
Uruguay (2002) ·
Uruguay (2010) ·
Uruguay (2018) ·
Zuid-Afrika (2010) ·
Zuid-Korea (2006) ·
Zweden (2012) ·
Zwitserland (2006) ·
Zwitserland (2014) ·
Zwitserland (2016) ·
Zwitserland (2021)
Poolse voetbalbond · A-internationals · Selecties · Statistieken · Pools vrouwenelftal · Olympisch elftal · Polen U21 · Polen U20 · Polen U19 · Polen U18 · Polen U17 · Polen U16
1921 – 1929 ·
1930 – 1939 ·
1940 – 1949 ·
1950 – 1959 ·
1960 – 1969 ·
1970 – 1979 ·
1980 – 1989 ·
1990 – 1999 ·
2000 – 2009 ·
2010 – 2019 ·
2020 – 2029
EK 2008 · 
EK 2012 · 
EK 2016 · 
EK 2020
WK 1938 ·
WK 1974 ·
WK 1978 ·
WK 1982 ·
WK 1986 ·
WK 2002 ·
WK 2006 ·
WK 2018
OS 1924 ·
OS 1936 ·
OS 1972 ·
OS 1976 ·
OS 1992
1921 · 
1922 · 
1923 · 
1924 · 
1925 · 
1926 · 
1927 · 
1928 · 
1929 · 
1930 · 
1931 · 
1932 · 
1933 · 
1934 · 
1935 · 
1936 · 
1937 · 
1938 · 
1939 · 
1940–1946 · 
1947 · 
1948 · 
1949 · 
1950 · 
1951 · 
1952 · 
1953 · 
1954 · 
1955 · 
1956 · 
1957 · 
1958 · 
1959 · 
1960 · 
1961 · 
1962 · 
1963 · 
1964 · 
1965 · 
1966 · 
1967 · 
1968 · 
1969 · 
1970 · 
1971 · 
1972 · 
1973 · 
1974 · 
1975 · 
1976 · 
1977 · 
1978 · 
1979 · 
1980 · 
1981 · 
1982 · 
1983 · 
1984 · 
1985 · 
1986 · 
1987 · 
1988 · 
1989 · 
1990 · 
1991 · 
1992 · 
1993 · 
1994 · 
1995 · 
1996 · 
1997 · 
1998 · 
1999 · 
2000 · 
2001 · 
2002 · 
2003 · 
2004 · 
2005 · 
2006 · 
2007 · 
2008 · 
2009 · 
2010 · 
2011 · 
2012 · 
2013 · 
2014 ·
2015 ·
2016 ·
2017 ·
2018 ·
2019 ·
2020 ·
2021
Albanië ·
Algerije ·
Andorra ·
Argentinië ·
Armenië ·
Australië ·
Azerbeidzjan ·
België ·
Bolivia ·
Bosnië en Herzegovina ·
Brazilië ·
Bulgarije ·
Canada ·
Chili ·
China ·
Colombia ·
Costa Rica ·
Cyprus ·
DDR ·
Denemarken ·
Duitsland ·
Ecuador ·
Egypte ·
Engeland ·
Estland ·
Faeröer · 
Finland ·
Frankrijk ·
Georgië ·
Gibraltar ·
Griekenland ·
Guatemala ·
Haïti ·
Hongarije ·
Ierland ·
India ·
Irak ·
Iran ·
Israël ·
Italië ·
Ivoorkust ·
IJsland ·
Japan ·
Joegoslavië ·
Kameroen ·
Kazachstan ·
Koeweit ·
Kroatië ·
Letland ·
Libië ·
Liechtenstein ·
Litouwen ·
Luxemburg ·
Marokko ·
Malta ·
Mexico ·
Moldavië ·
Montenegro ·
Nederland ·
Nieuw-Zeeland ·
Nigeria ·
Noord-Ierland ·
Noord-Korea ·
Noord-Macedonië ·
Noorwegen ·
Oekraïne ·
Oostenrijk ·
Peru ·
Portugal ·
Roemenië ·
Rusland ·
San Marino ·
Saoedi-Arabië · 
Schotland ·
Senegal ·
Servië ·
Servië en Montenegro · 
Singapore ·
Slovenië ·
Slowakije ·
Sovjet-Unie ·
Spanje ·
Thailand · 
Tsjechië ·
Tsjecho-Slowakije ·
Tunesië ·
Turkije ·
Uruguay ·
Verenigde Arabische Emiraten ·
Verenigde Staten ·
Wales ·
Wit-Rusland ·
Zuid-Afrika ·
Zuid-Korea ·
Zweden ·
Zwitserland
België (1982) ·
Colombia (2018) ·
Costa Rica (2006) ·
Duitsland (2006) ·
Duitsland (2008) ·
Duitsland (2016) ·
Ecuador (2006) ·
Frankrijk (1982) ·
Frankrijk (2022) ·
Griekenland (2012) ·
Italië (1982, 1) ·
Italië (1982, 2) ·
Japan (2018) ·
Kameroen (1982) ·
Kroatië (2008) ·
Noord-Ierland (2016) ·
Oostenrijk (2008) ·
Peru (1982) ·
Rusland (2012) ·
Senegal (2018) ·
Slowakije (2021) ·
Sovjet-Unie (1982) ·
Spanje (2021) ·
Tsjechië (2012) ·
Zweden (2021)